# Stéphane Heulot
Stéphane Heulot (Rennes, 20 de marzo de 1971) es un exciclista francés. Profesional desde 1992 a 2002, su mayor logro fue el campeonato de Francia de ciclismo en ruta en 1996 y llevar el maillot amarillo del Tour de Francia el mismo año.
En 2009 creó el equipo Besson Chaussures-Sojasun y se convirtió en director de dicho equipo. De cara a la temporada 2019, fichó por el Rally Cycling para ejercer las mismas funciones. En 2023 se convirtió en el director ejecutivo del Lotto Dstny con el objetivo de volver a ser un equipo de categoría UCI WorldTeam.

## Palmarés
1990
- Circuito de las dos provincias

1991
- Tour de Normandía

1992
- 1 etapa de la Estrella de Bessèges
- 1 etapa de la París-Niza

1994
- Circuito de la Sarthe

1996
- Campeonato de Francia en Ruta
- Gran Premio Cholet-Pays de Loire
- Trofeo de los Escaladores
- Copa de Francia de Ciclismo

1998
- Polynormande

1999
- Tour de Limousin, más 1 etapa

## Resultados en Grandes Vueltas y Campeonatos del Mundo
| Carrera         | Carrera         | 1992 | 1993 | 1994 | 1995 | 1996 | 1997 | 1998 | 1999 | 2000 | 2001 | 2002 |
| --------------- | --------------- | ---- | ---- | ---- | ---- | ---- | ---- | ---- | ---- | ---- | ---- | ---- |
|                 | Giro de Italia  | —    | —    | 65.º | Ab.  | —    | —    | —    | —    | —    | —    | —    |
|                 | Tour de Francia | —    | —    | —    | —    | Ab.  | 20.º | 13.º | 14.º | Ab.  | 40.º | —    |
|                 | Vuelta a España | —    | —    | —    | —    | —    | —    | —    | —    | —    | —    | Ab.  |
| Mundial en Ruta | Mundial en Ruta | —    | —    | 19.º | —    | Ab.  | —    | —    | —    | 26.º | 39.º | —    |

—: no participa
Ab.: abandono